# Diocèse de Puntarenas
Le diocèse de Puntarenas (en latin : Dioecesis Puntarenensis ; en espagnol : Diócesis de Puntarenas) est un diocèse de l'Église catholique appartenant à la région ecclésiastique du Costa Rica et suffragant de l'archidiocèse de San José de Costa Rica.

## Territoire
Le diocèse gère une partie de la province de Puntarenas, plus précisément les cantons de Quepos, Parrita, Garabito, Esparza, Montes de Oro et Puntarenas. L'autre fraction de cette province est gérée par les diocèses de San Isidro de El General (cantons d'Osa, Buenos Aires et Coto Brus) et d'Alajuela.
Il possède un territoire d'une superficie de 3 930 km2 divisé en 18 paroisses. L'évêché est à Puntarenas avec la cathédrale dédiée à Notre-Dame du Mont-Carmel, qui est la patronne du diocèse.

## Histoire
Le diocèse est érigé le 17 avril 1998 par la bulle Sacrorum Antistites du pape Jean-Paul II en prenant des territoires des diocèses de San Isidro de El General (cantons de Quepos et Parrita) et de Tilarán (cantons de Garabito, Esparzas, Montes de Oro et Puntarenas).
L'église de Notre-Dame du Mont-Carmel est élevé au rang de cathédrale le 27 avril 1998. Le 16 juillet suivant, Hugo Barrantes est ordonné évêque du diocèse.

## Évêques
- Hugo Barrantes Ureña (1998-2002) nommé archevêque de San José de Costa Rica
- Óscar Gerardo Fernández Guillén (2003- )